# Aeroportul Long Lellang
Aeroportul Long Lellang (IATA: LGL, ICAO: WBGF) este un aeroport din Sarawak, Malaysia ce deservește zona Long Lellang⁠(d). A fost numit după zona deservită.
Situat la o altitudine de 427 m, aeroportul dispune de o singură pistă. Este operat de Malaysia Airports⁠(d).